# トラック狂走曲
『トラック狂走曲』（トラックきょうそうきょく）は、メトロが開発し、2000年にナムコ（後のバンダイナムコアミューズメント）からアーケード版がリリースされたレースゲームである。2000年12月14日に開発元のメトロからPlayStation 2版も発売された。

## 概要
トラックに乗り、5つのステージをチェックポイントを越え、ゴールするのが目的。「義理と人情」をテーマにした4人のトラッカーのストーリーも存在する。
ナンバープレートに当時のナムコの本社所在地である矢口の地名が記されているなど筐体はデコトラのイメージを多く含んでいる。筐体後部の「呑まれてみたい恋の荒波」という独特の飾り文字は、本物のデコトラ装飾を業としているすずき工芸によるものである。BGMは冠二郎が歌う演歌となっている。
トラックの操作は、アクセル・ブレーキ・ステアリングだけであり、7速シフトのAT（PS2版では一部8速や16速も存在し性能も異なる）のみである。トラックにもかかわらずドリフトも可能になっている。
ほとんどのコースでは最高速度が100km/h前後だが、下りの急勾配、高速道路では160km/h近くまで加速する事もある。
制限時間はチェックポイント通過時、特別手当給付時（前ステージで残した制限時間）、コンティニュー時(「継続は力なり!」と表示され数秒追加される)、風来坊攻撃時に増加する。逆に一般車破壊時には「天罰 -2」等と表示され、ペナルティとして時間が減少する。一般車の場合は-2秒、カーキャリア・トラックなどは-4秒、パトカーは-9秒である。ただしステージ2の分岐先にあるフォークリフトや廃車群、カーキャリアが落とす車、最終ステージの事故車、自動車以外(ガスボンベやパイロンなど)など対象外のものもある。また風来坊登場時のシーン中に衝突した車、風来坊が衝突したり逆走防止用のバリケードに突っ込むなど自身が破壊に関与していない場合も同様に天罰としてカウントされない。
公式サイトの開発中画面ではタコメーター、同社の『リッジレーサー』（『レボリューション』まで）のようなバーグラフ式ギア表示がされているが、実機ではオミットされている。
アーケード版は、部品の調達難に伴い、2017年10月に修理サポートが終了した。

## 登場トラッカー
車輪虎吉（くるまわ とらきち）
声 - 志賀克也
3年前に妻を亡くし、現在息子の虎太郎と2人暮らし。残った息子を支える為、毎日仕事に追われ、息子の学校行事にも出られないでいる。そんな中、「今度の授業参観には絶対に行く」と約束したものの、前日に遠方の仕事が入り、終了後大急ぎで帰路につく。プレイヤーはその帰路を走行する。
最終的に授業参観に来た時は、教室までトラックで進入しドアを壊す始末である。
御前崎ハルカ（おまえざき ハルカ）
声 - 瀧本富士子
元レディースのヘッド。大の動物好きで、本当は黒豹を飼いたいのだが、家では無理なため、愛猫サクラと暮らしている。明日はサクラのお見合いの日だが、家から遠く離れた場所で前日を迎える。もし間に合わなければ全てご破算という状況であった。プレイヤーはお見合いに間に合わせる為ハルカの自宅へ向かう。
ゴール後のデモで、サクラがハルカと思ってドアを開けると、家賃徴収に来た大家で、怒ったサクラに引っ掻かれ大家はノックアウトされる。直後、ハルカが帰宅し、お見合いへ向かう所で終了する。
不知火隼人（しらぬい はやと）
声 - 鈴村健一
彼女の前では自称硬派の元関東最大の暴走族「ミッドナイトエンペラー」の総長。過去に誰もから恐れられた彼だが、実際はアイドルとアダルトビデオが大好きな普通の青年である。彼女が遊びに来るのを翌日に控え、エロ本とアダルトビデオが散乱した自分の部屋を彼女ルナが来る前に片付け、硬派な男の面目を保たねばならない。プレイヤーは、隼人のアパートに向かう。
行ったはいいものの、結局ばれ、アパートも破壊される。その後、エロ本は燃えてそして破いた。その時、背後からロボット状態のルナが燃えたエロ本を持って隼人を襲う。
鷲尾クリスティーヌ花江（わしお クリスティーヌ はなえ）
声 - 瀧本富士子
父は日本人のトラッカー、母はアメリカ人というハーフ。3年前に荷運びに出掛けたまま消息を絶った父を探すべく、日本でトラッカーの道に就く。しかし「父は死んだ」と割り切る母に、アメリカに帰ろうと提案されたため帰国を決心する。そんな中父の情報が入り、出発を翌日に控え再び父捜しを始める。プレイヤーは彼女の父の元に向かう。
彼女の父は、過去の事故により昔の姿と変わっていた。彼女は父を連れて帰るが、父の運転により途中で大事故を起こし、トラックはバラバラになる。
ゲーム中でプレイヤーの邪魔をする風来坊のドライバーは彼女の父親である（後述）。
権田悪男（ごんだ わるお）
プレイヤーを邪魔するトラック、風来坊のトラッカー。3年前、荷運び中の悪男に飲酒運転のトラックが正面衝突し記憶喪失になってしまう。その後トラッカーへの復讐心のみが残り、荷運びの邪魔という仕返しを日々繰り返している。しかしその正体は花江の父親芳雄であり、3年前の行方不明事件はこれが原因であった。
PS2版では後日談として悪男が主人公のストーリーも描かれ、アメリカへ1人帰ろうとする妻マーガレットへ会うべく空港へ向かう。プレイヤーはその道中を走行する。
このストーリーのみ風来坊が登場する地点では彼の心の中から飛び出した悪意が具現化した「悪王」が駆るトラックが敵として登場する。

## 登場トラック
- 車輪神（わっぱじん） - 虎吉のトラック。アルミバン。ベース車両は日産ディーゼル・ビッグサムで、駆動方式は4×2。ナンバープレートは[・・・1]。
- 黒紫夢想（こくしむそう） - ハルカのトラック。デコレーションダンプ。 ベース車両は日産ディーゼル・ビッグサム。駆動方式は6×4。ナンバープレートは[46-49]。
- 恋太郎（こいたろう） - 隼人のトラック。平ボディ。ベース車両は三菱ふそう・ファイター。駆動方式は4×2。ナンバープレートは[59-63]。
- Flower Eagle（フラワーイーグル） - 花江のセミトラクタ。輸入車のため左ハンドルで、ベース車両はピータービルト・379。駆動方式は6×4。ナンバープレートは　　[・840]。PS2版では最高速度が最も高い（一般道110km/h以上、高速道路165km/h以上、下り坂では170km/h超に到達する）。
- 風来坊（ふうらいぼう） - 産業廃棄物収集運搬ダンプで、プレイヤーカーとしては使用不可（PS2版では隠し車として収録されており運転が出来る）。各ステージに1回ずつ登場しプレイヤーの走行を邪魔してくる。プレイヤー以外にも近くを走行する一般車にも衝突し破壊の限りを尽くす。ぶつけると時間が1秒増え、5回ぶつけると断末魔の叫びと共に5秒追加されて消滅する。衝突回数が4回以下のまま一定距離走行したり分岐に進むと捨てゼリフを吐きながら逃走する。最終ステージでは攻撃回数が多く、倒せない仕様となっている。ベース車両は日産ディーゼル・ビッグサム。駆動方式は6×4。ナンバープレートは[50-86]。

設定により、普通に選ぶか2択の質問に答え結果から決定するものの2つがある（公式サイトの説明からは、2択の質問によるセレクトがデフォルトのようである）。アーケード版では全車同じ性能であるがPS2版では各車ごとに差異がある。

## 各ステージ解説
第一章「青い空、広がる海…」
一般公道を中心としたステージ。序盤で落石があるが当たっても速度が落ちてラインが乱れるだけである（一般車は潰される）。海水浴場を経て、鉄道の線路を走るルートも。踏切に老婆が立ち往生しているが轢きそうになると線路に飛ばされる。その線路を走る電車と衝突するとゲームオーバー。
第二章「誰が為の航海」
工事現場とその周辺道路。大ジャンプポイントがある。横断中の猫を轢きそうになるとジャンプコースに飛ばされる。ジャンプスポットで車速が足りないと転落してしまう。このステージのみ風来坊から逃れるルートがある（使用すると悪男に「っへ、近道しようなんて100年早いぜ!」と言われそのまま終了する、このセリフはステージ3序盤の分岐で未舗装路ルートに入った直後に登場する悪男にも言われる）。
第三章「人生の峠、心の荒れ地」
夕焼けの峠ステージ。崖ルートもあり、転落するとゲームオーバー。途中のトンネルは心霊スポットである。悪男が登場の時、「ここで会ったなら100年目勝負!」と言う。最終ステージもある。未舗装路ルートの工事員を轢きそうになると崖ルートに飛ばされる。また横断中の登山客を轢きそうになると別の未舗装路ルートに飛ばされる。
第四章「夜の帝王」
夜の高速道路ステージ。料金所手前の分岐にいる謎の牛や、大渋滞のトンネル、工事中のルートなどもある。ここも落ちるとゲームオーバー。牛は人情避けの対象であるものの正規ルートに戻されるだけである。
最終章「心の故郷、夢の詩」
一般公道から商店街を抜ける最終ステージ。事故現場がある。また途中でパトカーが登場するが、風来坊が破壊してくれるため通行しやすくなる（ただし数台残るためそれに当たった場合は当然制限時間を削られる）。ゴール寸前に、待ち人からの声が届く。人情避けの対象は無い。

## 人情避け
コース上にいる、猫、牛、老婆などに突進すると、「人情避け発動!」と表示され、それを避ける動きをして、ルートを大きく変える。その先は下記のショートカットルートなど一歩間違えればゲームオーバーのルートであるのがほとんど。

## ショートカットルート
各ステージのコース上には、いくつかの分岐がある。それはショートカットとして使えたり、一般車の走行が無く天罰を受けずに走行できるものがほとんどだが、崖や電車が走行する箇所など危険なルートとなっている（その地点ではドクロマークが表示される）。こうしたショートカットルートの通過に成功すると「度胸あり!」と表示され、「度胸ポイント」が追加される。
ステージ1の海や、ステージ2のジャンプ橋の端に寄せる、ステージ3の崖際を走るなど危険な走行をすると、度胸ポイントがかなり追加される（これ以外にも多数の追加条件がある）。
現在は終了しているが、度胸ポイント祭りというイベントが公式サイトで行われていた模様。
なお、崖ルート終盤の吊り橋では強制的にビハインドビューに変えられる。

## BGM
冠二郎歌唱によるゲーム中のBGMはカーステレオを模した画面により自由に変更可能になっている。括弧内はデフォルトの場合のBGM。風来坊登場時、人情避けのルートでは別のオリジナルBGMが使われる。
- バイキング （ステージ1、ステージ5終盤）  - PS2版では容量の都合かイントロ部分が短縮されている。
- 炎（ステージ2） - イントロ部分がゲームのプレイ時間に合わせ、若干短縮されている。
- ムサシ（ステージ3） - アーケード・PS2共に唯一イントロが短縮されていない楽曲。
- 望楼の果て（ステージ4） - こちらもイントロ部分がゲームのプレイ時間に合わせ、若干短縮されている。PS2版では収録されておらず、バイキングに変更されている。
- 波涛万里（ステージ5序盤） - こちらもイントロ部分がゲームのプレイ時間に合わせ、若干短縮されている。PS2版では収録されておらず、炎に変更されている。